# Pieter van der Hulst

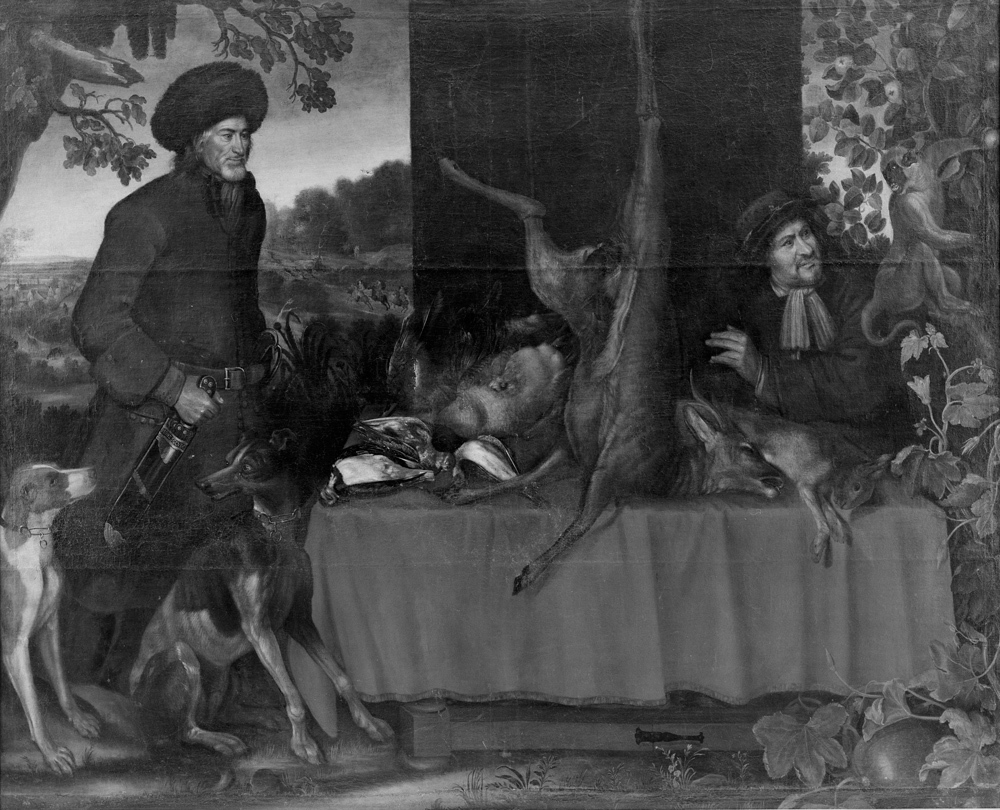
Hunters and Game, Státní muzeum umění

Pieter van der Hulst (26. února 1651 Dordrecht – 14. února 1727 Dordrecht) byl nizozemský malíř tzv. zlatého věku nizozemského malířství.

## Životopis
Podle Arnolda Houbrakena, malíře a uměleckého teoretika, odcestoval Pieter van der Hulst v roce 1674 do Říma, kde vstoupil do sdružení převážně nizozemských a vlámských umělců s názvem Bentvueghels. V Římě žil v letech 1674–1677 a věnoval se především malování květin. Podle zvyku sdružení dostal přezdívku Zonnebloem (Slunečnice) pro jeho preferování divočejších druhů květin než jiní barokní malíři, například Jan Davidsz de Heem nebo Daniel Seghers. Své květinové obrazy zdobil divokými květinami, hady, ropuchami, mloky a podobnými objekty. Později se pokusil i o portréty, ale tyto obrazy nebyly ani zdaleka tak populární jako jeho dřívější práce.
V letech 1681–1683 byl registrován v Haagu, kde se stal členem Confrerie Pictura. Podle RKD (Netherlands Institute for Art History) byl v roce 1688 žákem Willema Doudijnse. Od roku 1691–1699 žil v Dánsku a pak se vrátil do Dordrechtu.